# Zlatomir
Zlatomir je moško osebno ime.

## Izvor imena
Ime Zlatomir je različica moškega osebnega imena Zlatko.

## Pogostost imena
Po podatkih Statističnega urada Republike Slovenije je bilo na dan 31. decembra 2007 v Sloveniji število moških oseb z imenom Zlatomir: 20.